# Юмин, Владимир Сергеевич
Влади́мир Серге́евич Ю́мин (18 декабря 1951, Омск — 4 марта 2016, Каспийск, Дагестан) — советский борец вольного стиля, олимпийский чемпион, Заслуженный мастер спорта СССР (1974).

## Биография
Родился в 1951 году в Омске. Рано оставшись без родителей, воспитывался бабушкой на Урале, затем в детском доме в Воронеже. Оттуда попал в спецучреждение для трудновоспитуемых в Каспийск, где и увлёкся борьбой. После выхода из спецучреждения устроился рабочим на завод «Дагдизель», продолжив занятия борьбой.
В 1978 году окончил Омский государственный институт физической культуры. После окончания спортивной карьеры стал тренером, являлся тренером-консультантом сборной Турции.
Кавалер ордена «Знак Почёта» (1976). В 2009 году включён в Зал Славы Международной федерации любительской борьбы (FILA).
В 2013 году перенёс второй инфаркт. Скончался 4 марта 2016 года после продолжительной болезни. Похоронен на кладбище в Каспийске, рядом с его супругой Ириной.

## Спортивная карьера
В 1972 году стал первым на молодёжном первенстве СССР и выиграл чемпионат РСФСР. По собственным словам В. Юмина имел шанс поехать на Олимпиаду 1972 года, для чего ему необходимо было выиграть чемпионат СССР, однако проспав, опоздал на схватку, в результате чего ему было засчитано поражение.
На Летних Олимпийских играх 1976 года в Монреале боролся в весовой категории до 57 килограммов. В схватках:
- в первом круге по баллам со счётом 20-5 выиграл у Збигнева Жедрицкого (Польша);
- во втором круге на 5-й минуте был туширован Мегдиином Хойлогдоржем (Монголия);
- в третьем круге по баллам со счётом 10-5 выиграл у Ханса-Дитера Брюхерта (ГДР);
- в четвёртом круге не участвовал;
- в пятом круге по баллам со счётом 11-5 выиграл у Масао Араи (Япония);
- в шестом круге по баллам со счётом 9-4 выиграл у Михо Дукова (Болгария) и поскольку Брюхерт сумел тушировать иранца Хедера, стал чемпионом Олимпийских игр[8]

Выступал за «Труд» (Махачкала). Четырёхкратный чемпион мира (1974, 1977, 1978, 1979), обладатель Кубка мира (1977), серебряный призёр чемпионата мира (1975), бронзовый призёр чемпионата мира (1973), трёхкратный чемпион Европы (1975, 1976, 1977), четырёхкратный чемпион СССР (1973, 1974, 1975, 1978).
Манеру борьбы В. Юмина Заслуженный тренер СССР Юрий Шахмурадов охарактеризовал так:
«Для соперников Володя всегда был загадкой, — говорил в одном из своих интервью Юрий Аванесович, — никто из них не мог предвидеть, что он сделает в следующий момент, этого, пожалуй, не знал и он сам, поскольку действовал инстинктивно. Порою на ковре он выдавал такое, что дух захватывало. Не случайно же схватки с его участием были самыми красивыми и зрелищными».

Ведущие мастера борьбы отличаются тем, что придерживаются определённой, присущей только им, тактики и редко изменяют своей манере борьбы… Юркий Владимир Юмин попробует с ходу свою «мельницу».
Коронным приёмом борца являлся бросок прогибом захватом под плечи с зацепом стопой.

## Память
Его имя носил спортивный комплекс в городе Каспийске, открытый в 2012 году. В Каспийске имеется Специализированная детская юношеская спортивная школа по вольной борьбе, носящая имя Владимира Юмина.

В сентябре 2021 года в Каспийске на стене дома, в котором жил Владимир Юмин, по адресу улица Назарова, дом 4 была установлена мемориальная доска в честь Владимира Юмина.